# Ugarski jezici
Ugarski jezici, grana ugro-finskih jezika kojima govori današnji Mađari u Mađarskoj i susjednim zemljama i Opski Ugri na području Rusije. Ova skupina jezika obuhvaća svega 3 jezika: mađarski, vogulski ili mansijski i ostjački ili hantijski.
a) mađarski (1), Mađarska: mađarski
b) opskougarski (2), Rusija: vogulski ili mansijski, ostjački ili hantijski.

## Vanjske poveznice
- Ethnologue (14th)
- Ethnologue (15th)